# Żelazostopy
Żelazostopy, ferrostopy, stopy wstępne żelaza – stopy przejściowe zawierające pewne ilości żelaza i jeden lub więcej pierwiastków należący do metali nieżelaznych bądź półmetali i są to najczęściej – krzem, mangan i chrom, będące składnikami stopowymi. Są one dodatkami w produkcji stali. Wprowadzenie pierwiastków stopowych za pomocą żelazostopów zapewnia nadanie odpowiednich właściwości produkowanej stali stopowej. Spełniają one funkcje modyfikatorów i odtleniaczy.
Wbrew temu, co sugeruje nazwa, zwykle zawartość żelaza jest mniejsza niż pozostałych składników żelazostopu.

## Najczęściej stosowane żelazostopy
- żelazobor(inne języki) – do wyrobu stali konstrukcyjnych
- żelazochrom(inne języki) – do wyrobu stali nierdzewnych, kwasoodpornych, żaroodpornych i narzędziowych
- żelazocyrkon – do wyrobu stali stopowych i odtleniania
- żelazofosfor(inne języki) – do żeliw i stali automatowych
- żelazokrzem – odtleniacz stali i do wyrobu stopów metali nieżelaznych
  - Silicomangan (żelazokrzemomangan)
  - Silical (żelazokrzemoaluminium)
- żelazomangan(inne języki) – do wyrobu stopów metali nieżelaznych
- żelazomolibden(inne języki) – do stali stopowych konstrukcyjnych i narzędziowych
- żelazoniob(inne języki) – do stali nierdzewnych
- żelazotytan(inne języki) – do stali stopowych, odazotowania i odtleniania
- żelazowanad(inne języki) – do stali stopowych, odazotowania i odtleniania
- żelazowolfram(inne języki) – do stali narzędziowych

## Słowniczek
- zaprawa – stop przejściowy.
- modyfikator – substancja stosowana w odlewnictwie, która dodana (w niewielkiej ilości) do ciekłego stopu, zmieniając sposób krzepnięcia stopu powoduje zmianę struktury odlewu.
- odtleniacz – substancja wprowadzana do ciekłego stopu w celu jego odtlenienia, czyli usunięcia tlenu lub tlenków.